# Джиммі Грівз
Пітер Джеймс «Джиммі» Грівз (англ. Jimmy Greaves; 20 лютого 1940, Лондон — 19 вересня 2021) — колишній англійський футболіст, нападник. Він посідає четверте місце серед бомбардирів збірної Англії (44 голи), а також забив більше хет-триків (шість) за збірну Англії, ніж будь-який інший гравець. Також є найкращим бомбардиром клубу «Тоттенгем Готспур» (266 голів), і найкращим бомбардиром в історії англійського вищого дивізіону (357 голів). Шість разів ставав найкращим бомбардиром першого дивізіону. Член Зали слави англійського футболу.

## Відомості
Вихованець футбольної школи клубу «Челсі». 1957 року розпочав професійну кар'єру в основній команді того ж клубу. Наступного року зіграв у фіналі Молодіжного кубка ФА. Загалом за команду провів чотири сезони, взявши участь у 157 матчах чемпіонату, і забив 124 голи. Більшість часу, проведеного у складі «Челсі», був основним гравцем атакувальної ланки команди. У складі «Челсі» був одним з головних бомбардирів команди, маючи середню результативність на рівні 0,79 голу за гру першості.
В квітні 1961 року його продали в італійський «Мілан» за £80,000. Грав за «Мілан» упродовж 1961 року. Проте закріпитися у команді не зміг і в грудні того ж року приєднався до клубу «Тоттенхем Хотспур» за 99 999 фунтів. Відіграв за лондонський клуб наступні дев'ять сезонів своєї ігрової кар'єри. Граючи у складі «Тоттенхем Хотспур» знов здебільшого виходив на поле в основному складі команди. В новому клубі був серед найкращих голеодорів, відзначаючись щонайменше двома голами у кожних трьох іграх чемпіонату. За цей час двічі виборював титул володаря Кубка Англії, двічі ставав володарем Суперкубка Англії, а також володарем Кубка Кубків УЄФА, завдяки чому «шпори» стали першим британським клубом, що виграв єврокубок. Він ніколи не вигравав чемпіонський титул, але допоміг "шпорам" посісти друге місце в 1962-63. Потім в березні 1970 року перейшов у «Вест Гем Юнайтед» в обмін на іншого гравця і наступного року завершив кар'єру. Втім, 1976 року, після чотирирічної перерви, відновив кар'єру, хоча й страждав у цей період від алкоголізму, і ще протягом п'яти років виступав за англійські клуби нижчих дивізіонів: Брентвуд, Челмсфорд Сіті, Барнет і Вудфорд Таун.
В іграх за молодіжну збірну Англії Грівз забив 13 м'ячів у 12 матчах. 1959 року дебютував в офіційних матчах у складі національної збірної Англії. Протягом кар'єри у національній команді, яка тривала 9 років, провів у формі головної команди країни 57 матчів, забивши 44 голи. У складі збірної був учасником чемпіонату світу 1962 року в Чилі та чемпіонату світу 1966 року в Англії. На груповому етапі ЧС-1966 футболіст зазнав травми і поступився своїм місцем в основі Джеффові Герсту, який і зіграв у фіналі. Англія виграла той чемпіонат, але за тодішніми правилами медаль отримували лише 11 футболістів, які перебували на полі наприкінці фінального матчу. Грівзу вручили медаль лише 2009 року, коли ФІФА змінила правила. Також виступив на чемпіонату Європи 1968 року в Італії, на якому команда здобула бронзові нагороди.
Після завершення кар'єри гравця Грівз працював у ЗМІ. Особливо відомий завдяки телепередачі Святий і Грівзі, яку вів разом з Іаном Сент-Джоном від 1985 до 1992 року. Упродовж цього періоду він також регулярно з'являвся на Тібі-ем. Вів деякі інші спортивні шоу телемережі ITV, зокрема Спортивні трикутники.

## Клубна кар'єра

### Челсі
Грівз народився і виріс у Лондоні. Його гру в школі помітив гравець Челсі Джиммі Томпсон. 1955 року він вступив до клубної школи, де став одним з «каченят Дрейка» (так їх називали на честь Теда Дрейка, за аналогією з «малюками Басбі», вихованцями «Манчестер Юнайтед» тих років). Невдовзі проявив себе в грі за юнацьку команду під опікою тренера Дікі Фосса, забивши 51 гол у сезоні 1955-56 і 122 голи в сезоні 1956-57. Грівз відзначився у фіналі Молодіжного кубка Англії 1958 року, однак «Челсі» поступився за сумою двох матчів 7-6, після того, як Вулвергемптон Вондерерз надолужили дефіцит у чотири м'ячі, перемігши в другій грі 6-1. Влітку 1957 року розпочав професійну кар'єру, утім заради додаткового заробітку під час літньої перерви пропрацював вісім тижнів у металургійній компанії.
24 серпня 1957 року 17-річний Грівз забив у своїй дебютній грі першого дивізіону проти «Тоттенгем Готспур» на «Вайт Гарт Лейн», яка закінчилась внічию 1:1. Це був миттєвий успіх, а газета News Chronicle повідомляла, що футболіст «показав контроль над м'ячем, впевненість і позиційну силу досвідченого бійця», і порівняла його дебют з враженням, яке справив у підлітковому віці Данкан Едвардс. У сезоні 1957-1958 «Блюз» грали в атакувальний футбол, матчі завершувалися з великим рахунком, а Грівз став найкращим бомбардиром клубу, забивши 22 голи в 37-ми матчах. У середині листопада Дрейк посадив Грівза на лаву запасних на шість тижнів, бо не хотів, щоб похвали на адресу нападника запаморочили йому голову. Повернення в першу команду футболіст відзначив чотирма голами в різдвяній перемозі над Портсмутом на «Стемфорд Бридж» з рахунком 7-4.
Грівз забив п'ять м'ячів у третьому матчі сезону 1958-59, який завершився перемогою 6:2 над чемпіонами «Вулвергемптон Вондерерс». Гра «Челсі» залишалася нестабільною, і команда посіла підсумкове 14-те місце. Утім Грівз став найкращим бомбардиром ліги, забивши 32 голи в 44-х матчах. У сезоні 1959-1960 він відзначився 29 разів у 40-ка матчах. Із них п'ять забив у ворота Престон Норт-Енд, коли його команда перемогла з рахунком 5-4. Попри бомбардирський хист нападника, клуб посів лише 18-те місце, на три місця і три очки вище від зони вильоту.
У сезоні 1960—1961 Грівз зробив хет-трики проти Вулвз, Блекберн Роверз і Манчестер Сіті, забив чотири голи у ворота «Ньюкасл Юнайтед» і «Ноттінгем Форест», та відзначився п'ятьма м'ячами в грі проти «Вест Бромвічем», що завершилася перемогою 7-1. Один з його трьох голів проти «Манчестер Сіті» 19 листопада став його 100-м голом у лізі, отож у 20 років і 290 днів він став наймолодшим гравцем, який перетнув цю позначку. Однак футболіст дедалі більше розчаровувався в «Челсі». Попри його голи, команда сама регулярно пропускала, а її нестабільність ніколи не дозволяла претендувати на титул. Крім того, вона вилетіла з Кубка Англії, програвши вдома з рахунком 2-1 команді четвертого дивізіону Кру Александра. Голова «Челсі» Джо Мірс погодився продати Грівза, позаяк клуб потребував додаткових коштів. Останньою для нього стала завершальна гра сезону 1960-1961, яка відбулась 29 квітня. В ній футболіст на один день став капітаном і забив чотири голи, а команда з рахунком 4-3 перемогла Ноттінгем Форест. Цей покер дозволив нападнику встановити клубний рекорд за сезон з результатом 41 гол у 40 матчах і стати найкращим бомбардиром дивізіону.

### Мілан
У червні 1961 року клуб італійської Серії А Мілан купив Грівза за 80 тис. фунтів стерлінгів. Гравець отримав трирічний контракт з зарплатнею £140 на тиждень, а також підписний бонус у розмірі £15,000. Він почувався нещасним покидаючи Лондон, і спробував скасувати свій переїзд, перед тим як його було остаточно затверджено, однак менеджер «россонері» Джузеппе Віані відмовився скасовувати угоду. Грівз забив у своєму дебютному матчі, який команда зіграла внічию 2-2 з «Ботафогу» на «Сан-Сіро». Проте, він не поладнав з новим головним тренером Нерео Рокко, який наполягав на суворому тренувальному режимі з мінімальною особистою свободою. Футболіст забив дев'ять м'ячів у 14-ти матчах, зокрема один проти «Інтера» у Міланському дербі. Під час матчу проти Сампдорії Грівз вдарив гравця, який плюнув йому в обличчя. Сампдорія відігралася з заробленого штрафного, в чому Рокко звинуватив Грівза, хоча той забив перший і другий голи Мілана. Через низький моральний дух футболіста, його виставили на трансфер і на заміну підписали бразильського нападника Діно Сані. І «Тоттенхем», і «Челсі» зробили пропозиції в розмірі £96,500, які Мілан прийняв. Після того, як Грівз покинув Мілан, клуб виграв чемпіонський титул у сезоні 1961-1962.

### Тоттенхем Готспур
Після тривалих переговорів Білл Ніколсон у грудні 1961 року придбав Грівза для «Тоттенхем Хотспур» за £99,999. Така незвичайна ціна пояснюється бажанням позбавити Грівза від тиску бути першим британським футболістом вартістю понад £100,000. Він приєднався до «шпор» якраз після того, як вони вперше в Англії у 20-му столітті зробили дубль: за один сезон виграли перший дивізіон і Кубок Англії. Вперше на поле у футболці «шпор» він вийшов 9 грудня 1961 року в матчі резервної команди проти резерву «Плімут Аргайл» на Гоум Парк, що завершився перемогою 4-1, а сам Грівз відзначився двічі. У своєму дебютному матчі за першу команду він забив хет-трик, зокрема ударом ножицями, а його команда з рахунком 5-2 перемогла «Блекпул» на «Вайт Харт Лейн». Потім нападник зіграв проти «Бенфіки» в півфіналі Кубка європейських чемпіонів, в першому матчі на Ештадіу да Луш його гол не зарахували через офсайд, і в матчі відповіді історія з офсайдом повторилась. Грівз зіграв у всіх семи матчах клубу на Кубок Англії, забивши дев'ять м'ячів. На своєму шляху команда обіграла «Бірмінгем Сіті» (після перегравання), «Плімут Аргайл», Вест Бромвіч, Астон Віллу і Манчестер Юнайтед, дійшовши до фіналу Кубка Англії 1962, в якому зустрічалась з Бернлі на «Вемблі». На 3-й хвилині матчу проти Бернлі Грівз відкрив рахунок, вдаривши низом з гострого кута повз воротаря Адама Блеклоу, і «шпори» перемогли з рахунком 3-1. Чемпіонат 1961-1962 команда завершила на третьому місці, на чотири очки позаду чемпіонів Іпсвіч Таун.
Грівз забив двічі у фіналі Суперкубка Англії 1962, коли на Портман Роуд «шпори» здобули перемогу над «Іпсвіч» з рахунком 5-1. У сезоні 1962-1963 Грівз забив хет-трики у матчах проти «Манчестер Юнайтед», «Іпсвіч Таун» і «Ліверпуля», а також чотири голи в матчі проти Ноттінгем Форест, що завершився перемогою 9-2. «Шпори» фінішували в чемпіонаті на другому місці, на шість очок позаду чемпіонів «Евертона». Грівз забив 37 голів у 41 матчах, посівши перше місце в суперечці бомбардирів. У Кубку володарів кубків «Тоттенгем» обіграв «Рейнджерс» (Шотландія), «Слован» (ЧРСР) і ОФК Белград (Югославія), досягнувши фіналу, у якому зустрівся з мадридським «Атлетіко» на стадіоні Де Кейп. У першому матчі півфіналу проти Белград у Белграді суддя вилучив Грівза з поля за агресивну поведінку (його перша і єдина червона картка) після спроби вдарити центрбека Благомира Кривокуцу. Грівз відбув один матч дискваліфікації й зміг зіграти у фіналі, де відкрив рахунок після гольового пасу від Кліффа Джонса, потім забив четвертий гол, а команда перемогла 5-1 (решту голів забили Джон Вайт і Террі Дайсон). Вигравши змагання, «Тоттенгем» став першою Британською командою, яка здобула європейський трофей.
Головний тренер Білл Ніколсон і його помічник Едді Бейлі тоді розпочали перехідний період на «Вайт Гарт Лейн» – ключові гравці, як-от Денні Бленчфлауер, Джон Вайт і Дейв Макай покинули клуб упродовж кількох років і потребували заміни. Водночас Грівз залишався стабільним бомбардиром, і в сезоні 1963-1964 записав хет-трики в переможних матчах проти Ноттінгем Форест, Блекпул, Бірмінгем Сіті і Блекберн Роверз. «Шпори» завершили сезон на четвертому місці, на шість пунктів позаду чемпіона «Ліверпуля", і вилетіли на початкових стадіях з Кубка Англії та Кубка кубків. Нападник забив 35 м'ячів у 41 матчі, знову завершивши сезон у ранзі найкращого бомбардира. Партнер по нападу Боббі Сміт покинув клуб влітку. Хоча футболіст відчув втрату, але його новий тандем з новачком Аланом Гілзіном був ще ефективнішим.
«Шпори» фінішували шостими в сезоні 1964-65, а Грівз забив 29 м'ячів у 41 матчі, поділивши першість бомбардирів з Енді Маківоєм. Він також зробив два хет-трики в Кубку Англії проти Торкі Юнайтед та Іпсвіч Таун – довівши загальну кількість до 35 голів у 45 матчах. Він пропустив три місяці на початку сезону 1965-66 після того, як йому поставили діагноз гепатит, але відновився до кінця сезону, забивши 16 м'ячів в 31-му матчі й ставши найкращим бомбардиром клубу. Сам клуб посів у чемпіонаті восьме місце й не зміг пройти п'ятий раунд Кубка Англії.
У сезоні 1966-1967 Грівз забив 31 гол у 47-ми матчах, допомігши «шпорам» пуститись у погоню за титулом, яка закінчилася третім місцем, на чотири очки позаду «Манчестер Юнайтед». А ще команда здобула Кубок Англії, перемігши на шляху до нього Міллуолл, Портсмут, Брістоль, Бірмінгем і Ноттінгем Форест, здолавши у фіналі 1967 «Челсі» з рахунком 2:1. Хоча Грівз не забив у фіналі сам, однак завдяки шести голам у восьми матчах став провідним бомбардиром цього турніру. Сезон 1967-1968 став розчаруванням для шпор. На його початку команда в Суперкубку Англії 1967 зіграла внічию 3:3 з «Манчестер Юнайтед» на «Олд Траффорд». В Лізі вони посіли 7-ме місце, з Кубка Англії вилетіли в п'ятому раунді, а з Кубка володарів кубків - у другому. За власними мірками Грівз мав поганий сезон, хоча з 29 голами в 48-ми матчах все ще був найкращим бомбардиром клубу. Ніколсон купив Грівзу нового партнера по нападу в особі Мартіна Чіверса з Саутгемптона за рекордні для клубу £125,000, а Гілзін відійшов углиб поля, щоб асистувати їм. Однак тандем Грівза і Чіверса був не такий дієвий, як сподівався Ніколсон.
У сезоні 1968–1969 Грівз забив 27 голів у 42-х матчах ліги, вшосте і востаннє завершивши Перший дивізіон лідером серед бомбардирів. З цих голів чотири він забив у матчі проти Сандерленда, а також зробив хет-трики проти Барнлі та Лестер Сіті. Ще дев'ять голів забив у матчах на кубок, зокрема хет-трик проти Ексетер Сіті. А загалом у тому сезоні його доробок становив 36 м'ячів у 52-х іграх. У сезоні 1969–1970 «шпори» грали нестабільно, і Грівз втратив місце в основі після поразки в матчі на кубок Англії від Крістал Пелес, який відбувся 28 січня 1970 року на Селгерст Парк. У тому сезоні нападник вже не повертався в стартовий склад, але попри це поділив у команді перше місце серед бомбардирів разом з Мартіном Чіверсом, забивши 11 голів у 33 матчах. Прощальний матч Грівза за «шпор» відбувся 17 жовтня 1972 року, коли на «Вайт Гарт Лейн» його команда здобула перемогу 2-1 над «Феєнордом»; нападник заробив на ньому £22,000. 2015 року його ввели в Залу слави Тоттенхем Готспур.

### Вест Гем Юнайтед
У березні 1970 року Грівз приєднався до «Вест Гем Юнайтед» в обмін на Мартіна Пітерса. Браян Клаф з Дербі Каунті також був зацікавлений у футболістові, але той не хотів їхати з Лондона. Згодом Грівз відчував, що Клаф, можливо, зміг би йому допомогти відродити кар'єру, як він зробив для колишнього товариша по Тоттенхему Дейва Макая, і жалкував про свій переїзд на «Аптон Парк». 21 березня на Мейн Роуд у дебютному матчі за "Молотобійців" він забив два голи, а команда здобула перемогу 5-1 над «Манчестер Сіті».
У січні 1971 року, разом з Боббі Муром, Браяном Діром і Клайдом Бестом, Грівз узяв участь у нічній пиятиці, напередодні матчу на Кубок Англії в Блекпулі, всупереч побажанням головного тренера Рона Грінвуда. По прибутті в Блекпул, Грівз і його партнери дізнались з преси, що гра наступного дня навряд чи відбудеться через замерзле поле і ймовірність заморозків тієї ночі. Думаючи, що гру скасують, Грівз випив 12 пінт лагеру в клубі, що належав Браянові Лондону, і повернувся до готелю лише о 1.45 ночі. Насправді ж, матч тоді відбувся і Вест Гем програв 4-0. Грівз заявив, що поразка не була результатом пізнього повернення, пиятики або замерзлого поля, а через неготовність футболістів Вест Гема. Як наслідок, клуб оштрафував гравців.
Грівз боровся з відсутністю фізичної форми та мотивації. Він відчував, що став футболістом-джорніменом і втратив мотивацію, бо вважав, що крім Мура, Джеффа Герста, Біллі Бондса і Попа Робсона, решта його товаришів по команді не могли показувати добрий футбол. Наприкінці своєї кар'єри у «Вест Гем» Грівс почав дедалі більше пити. Часто одразу після тренування в Чадвелл Гіт він ішов до пабу в Ромфорді, де залишався до закриття. Пізніше він зізнався, що перебував тоді на ранніх стадіях алкоголізму. Його Остання гра відбулась 1 травня 1971 року, коли команда зазнала поразки 1-0 вдома від Гаддерсфілд Таун. Загалом за «Вест Гем» у всіх змаганнях Грівз забив 13 голів у 40 матчах.

### Завершення кар'єри і алкоголізм
Полишивши «Вест Гем», Грівз набрав вагу і впродовж двох років не відвідував матчі ні як гравець, ні як глядач. Пияцтво стало стилем його життя, і він став алкоголіком; часом він випивав по 20 пінт пива протягом дня і пляшку горілки ввечері. Згодом він зізнавався, що в цей період регулярно сідав за кермо нетверезим. У пошуках відповіді на алкоголізм Грівз вирішив повернутися у футбол на нижчому рівні, де йому не потрібно було мати таку форму, як у матчах футбольної Ліги. Він почав грати за місцеву команду Брентвуд, дебютувавши 27 грудня 1975 в матчі проти Вітгем Таун, що завершився поразкою 2-0.
Його повернення в футбол було успішним достатньо, щоб підписати контракт з Челмсфорд Сіті у Південній Лізі на сезон 1976–77. Грівз грав лише кілька місяців за Челмсфорд. Він все ще боровся з алкоголізмом і білою гарячкою і шукав допомоги товаристві анонімних алкоголіків.
У серпні 1977 року, все ще намагаючись впоратися з алкоголізмом, Грівз дебютував за Барнет в грі проти Азерстоун Таун, яка завершилася перемогою 3-2. Граючи в півзахисті в сезоні 1977–1978, Грівз забив 25 голів (13 в Південній лізі) і став їхнім гравцем сезону. На початку сезону 1978–1979 вирішив покинути «Бджіл», щоб зосередитися на своїх бізнес-інтересах і боротьбі з алкоголізмом, попри спроби тренера Баррі Фрая змусити його залишитися на Андергілл. Нападник ще кілька разів зіграв за напівпрофесійний клуб Вудфорд Таун, а потім остаточно завершив кар'єру.

## Міжнародна кар'єра
25 вересня 1957 року Грівз дебютував за Молодіжну збірну Англії в грі з Болгарією на Стемфорд Бридж, яка завершилася перемогою 6-2. В ній він забив два голи і, крім того, не зумів реалізувати пенальті.
Свою перше гру за основну збірну Англії нападник зіграв 17 травня 1959 року проти Перу на Естадіо насьйонал, забивши єдиний гол Англії, а команда програла 4-1. Британські ЗМІ загалом розкритикували американські гастролі, в яких Англія ще програла Бразилії та Мексиці, але Грівз здебільшого уникнув критики в пресі, оскільки він був ще підлітком і його виступ викликав ентузіазм. Він забив поспіль хет-трики 8 та 19 жовтня 1960 року в переможних матчах проти Північної Ірландії та Люксембургу. 15 квітня 1961 року Грівз забив ще один хет-трик, коли Англія перемогла 9-3 Шотландію на «Вемблі", а також четвертий гол, не зарахований через офсайд.

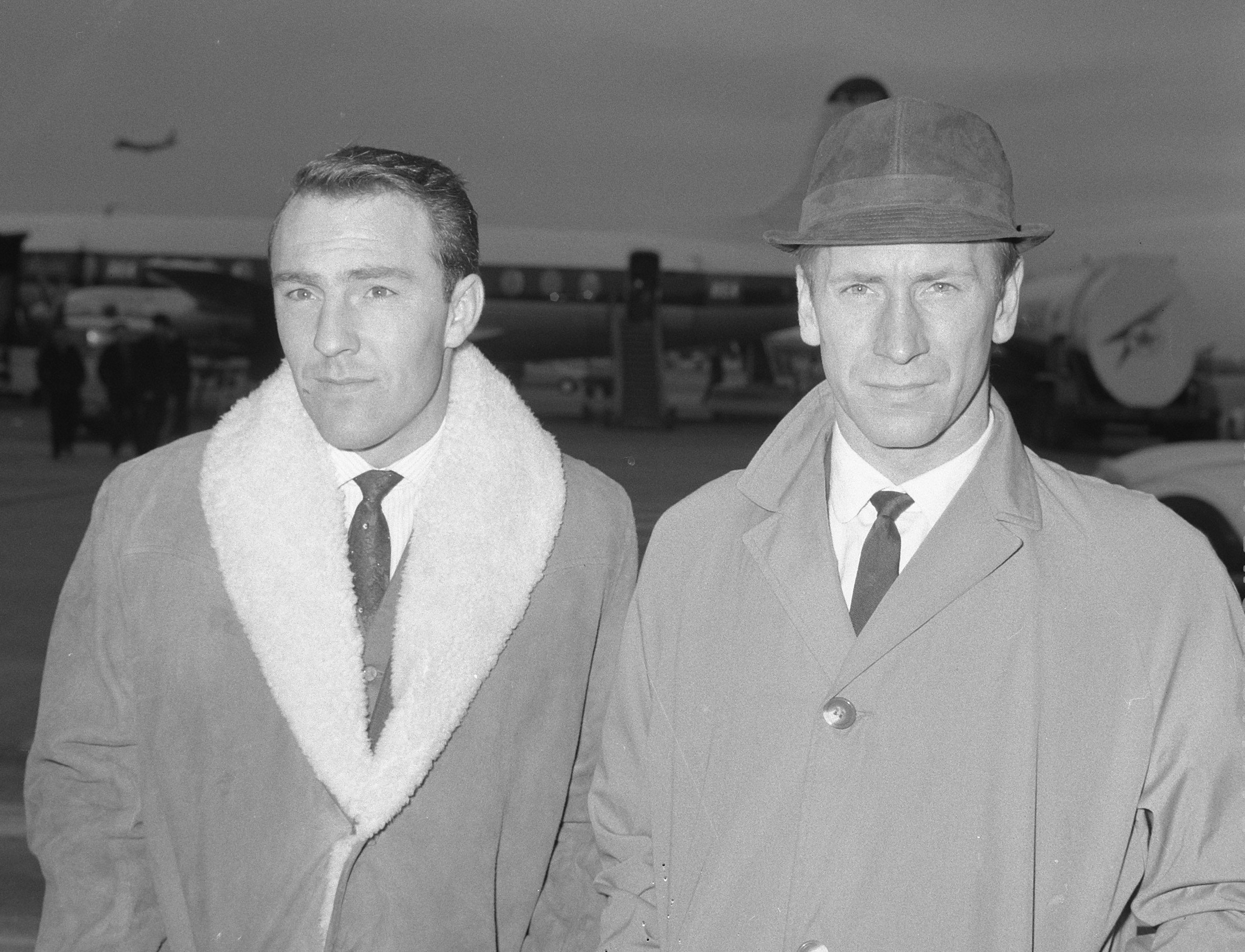
Джиммі Грівз, Боббі Чарлтон, грудень 1964

Нападник грав у всіх чотирьох іграх збірної Англії на чемпіонаті світу з футболу 1962 в Чилі, забивши один під час перемоги 3-1 над Аргентиною, і взяв участь у чвертьфінальній грі проти Бразилії, в якій його збірна зазнала поразки. Під час гри з Бразилією бездомний пес вибіг на поле і ухилявся від всіх спроб гравців зловити його, поки Грівз не став на карачки, щоб підманити тварину. Бразильському футболістові Гаррінчі цей випадок видався таким кумедним, що той взяв собаку додому як домашню тварину.
20 листопада 1963 року він забив чотири м'ячі в грі проти Північної Ірландії, що завершилася перемогою 8-3. Наступного року, 3 жовтня, нападник зробив хет-трик проти тієї самої команди. 29 червня 1966 року забив чотири голи в товариському матчі проти Норвегії, коли збірна Англії виграла 6:1, і цим самим забезпечив собі місце на Чемпіонаті світу 1966.
На ЧС-1966 він зіграв у всіх трьох групових іграх: проти Уругваю, Мексики та Франції, однак у матчі проти Франції півзахисник Жозеф Боннель пробив шипами гомілку футболіста, заподіявши рану, на яку наклали 14 швів (потім від неї залишився постійний шрам). Джефф Герст, який вийшов замість нього, забив переможний гол у чвертьфіналі проти Аргентини і зберіг своє місце на всьому шляху до переможного фіналу, де оформив хет-трик. Грівз був готовий грати у фіналі, але головний тренер Альф Ремзі вирішив не змінювати переможний склад. За тодішніми правилами лише 11 гравців, які перебували на полі наприкінці переможного матчу проти Західної Німеччини, одержали медалі. Багато років по тому Футбольна Асоціація організувала кампанію, спрямовану на те, щоб переконати ФІФА нагородити медалями і запасних гравців. 10 червня 2009 року на Даунінг-стріт, 10 відбулася церемонія, на якій Грівз отримав свою медаль з рук Ґордона Брауна. У листопаді 2014 року медаль Грівза продано на аукціоні за £44,000.
Після чемпіонату світу 1966 року Грівз зіграв за збірну Англії лише тричі, забивши один гол. Його остання гра відбулась 27 травня 1967 року, коли Англія перемогла Австрію 1:0. Хоча він був у заявці на Євро-1968, однак відсидів на лаві запасних увесь турнір, який команда закінчила на третьому місці. На початку наступного року він завершив виступи на міжнародному рівні, сказавши Ремзі, що не мав жодного наміру ставати в збірній запасним гравцем. Загалом футболіст забив за Англію 44 голи у 57-ми матчах і станом на 2016 рік перебував на четвертому місці в списку бомбардирів після Боббі Чарльтона, Гарі Лінекера і Вейна Руні. Грівз утримує рекорд серед гравців збірної за кількістю хет-триків – шість.

## Стиль гри
Грівз був результативним бомбардиром, а свою холоднокровність і впевненість пояснював розкутістю. Мав чудове прискорення і швидкість, вмів чудово обирати позицію й користатися моментом у штрафному майданчику, володів блискучим дриблінгом.

## Кар'єра в ЗМІ
На початку 1980-х років Грівз став колумністом газети Сан. Там він вів рубрику до 2009 року, а далі став колумністом газети Санді Піпл. Від 1980 року працював експертом на програмі Стар соккер, а далі співведучим на Суботньому шоу, перш ніж його обрали експертом на ІТВ під час трансляцій Чемпіонату світу 1982. Опісля працював на програмі Світ спорту і На м'ячі, де його партнером був Іан Сент-Джон. Грег Дайк найняв Грівза як оглядача і ведучого на каналі Тіві-ем. Зі слів Дайка, це був спосіб "приземлити" програму з метою залучити більше глядачів. З жовтня 1985-го по квітень 1992 року він і Сент-Джон вели популярне суботнє футбольне шоу Сейнт енд Грівзі, яке виходило в обідній час. Далі він працював капітаном однієї з команд на програмі Спортивні трикутники, де його суперниками були Енді Грей та Емлін Г'юз. Його кар'єра на телебаченні добігла кінця разом із заснуванням Прем'єр-ліги. Він вважав, що його легковажний підхід до футболу не сприймали тодішні телевізійні керівники, яким потрібна була насамперед серйозність.
2003 року він видав автобіографію Greavsie. А ще Грівз написав численні книги у співавторстві зі своїм довічним другом, журналістом і письменником Норманом Гіллером.

## Особисте життя
26 березня 1958 року в РАЦС міста Ромфорда Грівз уклав шлюб з Ірен Барден. І хоча подружжя пройшло через шлюборозлучний процес у розпал алкоголізму Грівза, він ніколи не доходив до завершення, і вони знову зійшлися через три місяці. У них народилося четверо дітей, Лінн, Міці, Денні (який був футболістом і грав за Саутенд Юнайтед), і Ендрю. Вони мали ще одного сина, Джиммі Грівза-молодшого, який помер до своїх перших народин.
Виступаючи за «Тоттенгем Готспур», Грівз узяв банківський кредит у розмірі £1,000 і розпочав спільний бізнес зі своїм дівером. Наприкінці його футбольної кар'єри компанія мала річний оборот понад £1 млн. Він мав цілу низку різних бізнес-інтересів, зокрема туристичне агентство. Грівз узяв участь у ралі Лондон-Мехіко 1970 року. Хоча це й було перше в житті подібне змагання для спортсмена, однак разом зі штурманом Тоні Фоллом Грівз привів Форд Ескорт до шостого місця серед 96-ти учасників.
У лютому 2012 року Грівз перебув помірний інсульт, після якого йому зробили операцію на артерії в області шиї. Повністю одужавши, він знову перебув важкий інсульт в травні 2015 року, через який йому відняло мову. Його помістили в реанімацію де, за словами лікарів, він мав пройти повільне відновлення. Він вийшов з лікарні через місяць, його здоров'я, за даними друга і агента Грівза Тері Бейкера, «значно поліпшилось». У лютому 2016 року, хоча й поступово відновлюючись після інсульту, Грівз був прикутий до інвалідного візка й лікарі давали прогноз, що він ніколи не буде ходити знову.

## Статистика виступів

### Клубна кар'єра
| Клуб               | Сезон              | Дивізіон           | Ліга  | Ліга | Кубок Англії | Кубок Англії | Кубок ліги | Кубок ліги | Єврокубки | Єврокубки | Загалом | Загалом |
| Клуб               | Сезон              | Дивізіон           | Матчі | Голи | Матчі        | Голи         | Матчі      | Голи       | Матчі     | Голи      | Матчі   | Голи    |
| ------------------ | ------------------ | ------------------ | ----- | ---- | ------------ | ------------ | ---------- | ---------- | --------- | --------- | ------- | ------- |
| Челсі              | 1957–1958          | Перший дивізіон    | 35    | 22   | 2            | 0            | 0          | 0          | 0         | 0         | 37      | 22      |
| Челсі              | 1958–1959          | Перший дивізіон    | 42    | 32   | 2            | 2            | 0          | 0          | 3         | 3         | 47      | 37      |
| Челсі              | 1959–1960          | Перший дивізіон    | 40    | 29   | 2            | 1            | 0          | 0          | 0         | 0         | 42      | 30      |
| Челсі              | 1960–61            | Перший дивізіон    | 40    | 41   | 1            | 0            | 2          | 2          | 0         | 0         | 43      | 43      |
| Челсі              | Загалом            | Загалом            | 157   | 124  | 7            | 3            | 2          | 2          | 3         | 3         | 169     | 132     |
| Мілан              | 1961–1962          | Серія A            | 12    | 9    | 2            | 0            | 0          | 0          | 0         | 0         | 14      | 9       |
| Тоттенгем Готспур  | 1961–1962          | Перший дивізіон    | 22    | 21   | 7            | 9            | 0          | 0          | 2         | 0         | 31      | 30      |
| Тоттенгем Готспур  | 1962–1963          | Перший дивізіон    | 41    | 37   | 1            | 0            | 0          | 0          | 6         | 5         | 491     | 441     |
| Тоттенгем Готспур  | 1963–1964          | Перший дивізіон    | 41    | 35   | 2            | 0            | 0          | 0          | 2         | 1         | 45      | 36      |
| Тоттенгем Готспур  | 1964–1965          | Перший дивізіон    | 41    | 29   | 4            | 6            | 0          | 0          | 0         | 0         | 45      | 35      |
| Тоттенгем Готспур  | 1965–1966          | Перший дивізіон    | 29    | 15   | 2            | 1            | 0          | 0          | 0         | 0         | 31      | 16      |
| Тоттенгем Готспур  | 1966–1967          | Перший дивізіон    | 38    | 25   | 8            | 6            | 1          | 0          | 0         | 0         | 47      | 31      |
| Тоттенгем Готспур  | 1967–1968          | Перший дивізіон    | 39    | 23   | 4            | 3            | 0          | 0          | 4         | 3         | 481     | 29      |
| Тоттенгем Готспур  | 1968–1969          | Перший дивізіон    | 42    | 27   | 4            | 4            | 6          | 5          | 0         | 0         | 52      | 36      |
| Тоттенгем Готспур  | 1969–1970          | Перший дивізіон    | 28    | 8    | 4            | 3            | 1          | 0          | 0         | 0         | 33      | 11      |
| Тоттенгем Готспур  | Загалом            | Загалом            | 321   | 220  | 36           | 32           | 8          | 5          | 14        | 9         | 381     | 266     |
| Вест Гем Юнайтед   | 1969–1970          | Перший дивізіон    | 6     | 4    | 0            | 0            | 0          | 0          | 0         | 0         | 6       | 4       |
| Вест Гем Юнайтед   | 1970–1971          | Перший дивізіон    | 32    | 9    | 1            | 0            | 1          | 0          | 0         | 0         | 34      | 9       |
| Вест Гем Юнайтед   | Загалом            | Загалом            | 38    | 13   | 1            | 0            | 1          | 0          | 0         | 0         | 40      | 13      |
| Загалом за кар'єру | Загалом за кар'єру | Загалом за кар'єру | 528   | 366  | 46           | 35           | 11         | 7          | 17        | 12        | 602     | 422     |

| Збірна Англії | Збірна Англії | Збірна Англії |
| Рік           | Матчі         | Голи          |
| ------------- | ------------- | ------------- |
| 1959          | 5             | 2             |
| 1960          | 6             | 9             |
| 1961          | 4             | 5             |
| 1962          | 10            | 6             |
| 1963          | 9             | 8             |
| 1964          | 8             | 6             |
| 1965          | 5             | 2             |
| 1966          | 7             | 5             |
| 1967          | 3             | 1             |
| Загалом       | 57            | 44            |

### Підсумок виступів за збірну
1959 року дебютував в офіційних матчах у складі національної збірної Англії. Протягом кар'єри у національній команді, яка тривала 9 років, провів у формі головної команди країни 57 матчів, забивши 44 голи. У складі збірної був учасником чемпіонату світу 1962 року у Чилі, чемпіонату світу 1966 року в Англії, здобувши того року титул чемпіона світу та чемпіонату Європи 1968 року в Італії, на якому команда здобула бронзові нагороди.
Перша цифра - голи, які забила Англія.
| Матчі та голи Грівза за збірну Англії | Матчі та голи Грівза за збірну Англії | Матчі та голи Грівза за збірну Англії       | Матчі та голи Грівза за збірну Англії | Матчі та голи Грівза за збірну Англії | Матчі та голи Грівза за збірну Англії       | Матчі та голи Грівза за збірну Англії |
| #                                     | Дата                                  | Місце                                       | Суперник                              | Результат                             | Змагання                                    | Голи Грівза                           |
| ------------------------------------- | ------------------------------------- | ------------------------------------------- | ------------------------------------- | ------------------------------------- | ------------------------------------------- | ------------------------------------- |
| 1959                                  |                                       |                                             |                                       |                                       |                                             |                                       |
| 1                                     | 17 травня                             | Estadio Nacional, Lima                      | Перу                                  | 1–4                                   | Товариський                                 | 1                                     |
| 2                                     | 24 травня                             | Estadio Olímpico Universitario, Mexico City | Мексика                               | 1–2                                   | Товариський                                 |                                       |
| 3                                     | 28 May                                | Wrigley Field, Los Angeles                  | США                                   | 8–1                                   | Товариський                                 |                                       |
| 4                                     | 17 жовтня                             | Ninian Park, Кардіфф                        | Уельс                                 | 1–1                                   | 1959–60 Домашній чемпіонат Великої Британії | 1                                     |
| 5                                     | 28 жовтня                             | Вемблі, Лондон                              | Швеція                                | 2–3                                   | Товариський                                 |                                       |
| 1960                                  |                                       |                                             |                                       |                                       |                                             |                                       |
| 6                                     | 11 травня                             | Вемблі, Лондон                              | СФРЮ                                  | 3–3                                   | Товариський                                 | 1                                     |
| 7                                     | 15 травня                             | Сантьяго Бернабеу, Мадрид                   | Іспанія                               | 0–3                                   | Товариський                                 |                                       |
| 8                                     | 8 жовтня                              | Windsor Park, Белфаст                       | Північна Ірландія                     | 5–2                                   | 1960–61 Домашній чемпіонат Великої Британії | 2                                     |
| 9                                     | 19 October                            | Stade Municipale, Люксембург                | Люксембург                            | 8–0                                   | Відбіркові матчі ЧС-1962                    | 3                                     |
| 10                                    | 26 October                            | Вемблі, Лондон                              | Іспанія                               | 4–2                                   | Товариський                                 | 1                                     |
| 11                                    | 23 November                           | Вемблі, Лондон                              | Уельс                                 | 5–1                                   | 1960–61 Домашній чемпіонат Великої Британії | 2                                     |
| 1961                                  |                                       |                                             |                                       |                                       |                                             |                                       |
| 12                                    | 15 April                              | Вемблі, Лондон                              | Шотландія                             | 9–3                                   | 1960–61 Домашній чемпіонат Великої Британії | 3                                     |
| 13                                    | 21 May                                | Національний стадіон, Оейраш                | Португалія                            | 1–1                                   | Відбіркові матчі ЧС-1962                    |                                       |
| 14                                    | 24 May                                | Олімпійський стадіон, Рим                   | Італія                                | 2–3                                   | Товариський                                 | 1                                     |
| 15                                    | 27 May                                | Пратерштадіон, Відень                       | Австрія                               | 1–3                                   | Товариський                                 | 1                                     |
| 1962                                  |                                       |                                             |                                       |                                       |                                             |                                       |
| 16                                    | 14 квітня                             | Гемпден-Парк, Глазго                        | Шотландія                             | 0–2                                   | 1961–62 Домашній чемпіонат Великої Британії |                                       |
| 17                                    | 9 May                                 | Вемблі, Лондон                              | Швейцарія                             | 3–1                                   | Товариський                                 |                                       |
| 18                                    | 20 May                                | Estadio Nacional, Lima Перу                 | 4–0                                   | Товариський                           | 3                                           |                                       |
| 19                                    | 31 May                                | Estadio Braden, Ранкагуа                    | Угорщина                              | 1–3                                   | Фінальні матчі ЧС-1962                      |                                       |
| 20                                    | 2 June                                | Estadio Braden, Ранкагуа                    | Аргентина                             | 3–1                                   | Фінальні матчі ЧС-1962                      | 1                                     |
| 21                                    | 7 June                                | Estadio Braden, Ранкагуа                    | Болгарія                              | 0–0                                   | Фінальні матчі ЧС-1962                      |                                       |
| 22                                    | 10 червня                             | Estadio Sausalito, Viña del Mar             | Бразилія                              | 1–3                                   | Фінальні матчі ЧС-1962                      |                                       |
| 23                                    | 3 жовтня                              | Hillsborough Stadium, Sheffield             | Франція                               | 1–1                                   | Відбіркові матчі ЧЄ-1964                    |                                       |
| 24                                    | 20 жовтня                             | Windsor Park, Белфаст                       | Північна Ірландія                     | 3–1                                   | 1962–63 Домашній чемпіонат Великої Британії | 1                                     |
| 25                                    | 21 листопада                          | Вемблі, Лондон                              | Уельс                                 | 4–0                                   | 1962–63 Домашній чемпіонат Великої Британії | 1                                     |
| 1963                                  |                                       |                                             |                                       |                                       |                                             |                                       |
| 26                                    | 27 лютого                             | Parc des Princes, Paris                     | Франція                               | 2–5                                   | Відбіркові матчі ЧЄ-1964                    |                                       |
| 27                                    | 6 квітня                              | Вемблі, Лондон                              | Шотландія                             | 1–2                                   | 1962–63 Домашній чемпіонат Великої Британії |                                       |
| 28                                    | 8 травня                              | Вемблі, Лондон                              | Бразилія                              | 1–1                                   | Товариський                                 |                                       |
| 29                                    | 29 травня                             | Tehelné pole, Bratislava                    | Чехословаччина                        | 4–2                                   | Товариський                                 | 2                                     |
| 30                                    | 5 червня                              | St. Jakob Stadium, Basel                    | Швейцарія                             | 8–1                                   | Товариський                                 |                                       |
| 31                                    | 12 жовтня                             | Ninian Park, Кардіфф                        | Уельс                                 | 4–0                                   | 1963–64 Домашній чемпіонат Великої Британії | 1                                     |
| 32                                    | 23 жовтня                             | Вемблі, Лондон                              | Решта світу                           | 2–1                                   | Товариський                                 | 1                                     |
| 33                                    | 20 листопада                          | Вемблі, Лондон                              | Північна Ірландія                     | 8–3                                   | 1961–62 Домашній чемпіонат Великої Британії | 4                                     |
| 1964                                  |                                       |                                             |                                       |                                       |                                             |                                       |
| 34                                    | 6 травня                              | Вемблі, Лондон                              | Уругвай                               | 2–1                                   | Товариський                                 |                                       |
| 35                                    | 17 травня                             | Національний стадіон, Lisbon                | Португалія                            | 4–3                                   | Товариський                                 |                                       |
| 36                                    | 24 травня                             | Dalymount Park, Dublin                      | Ірландія                              | 3–1                                   | Товариський                                 | 1                                     |
| 37                                    | 30 травня                             | Estádio do Maracanã, Rio de Janeiro         | Бразилія                              | 1–5                                   | Taça das Nações                             | 1                                     |
| 38                                    | 4 червня                              | Estádio do Pacaembu, São Paulo              | Португалія                            | 1–1                                   | Taça das Nações                             |                                       |
| 39                                    | 6 червня                              | Estádio do Maracanã, Rio de Janeiro         | Аргентина                             | 0–1                                   | Taça das Nações                             |                                       |
| 40                                    | 3 жовтня                              | Windsor Park, Белфаст                       | Північна Ірландія                     | 4–3                                   | 1964–65 Домашній чемпіонат Великої Британії | 3                                     |
| 41                                    | 21 жовтня                             | Вемблі, Лондон                              | Бельгія                               | 2–2                                   | Товариський                                 |                                       |
| 42                                    | 9 грудня                              | Olympic Stadium, Amsterdam                  | Нідерланди                            | 1–1                                   | Товариський                                 | 1                                     |
| 1965                                  |                                       |                                             |                                       |                                       |                                             |                                       |
| 43                                    | 10 квітня                             | Вемблі, Лондон                              | Шотландія                             | 2–2                                   | 1964–65 Домашній чемпіонат Великої Британії | 1                                     |
| 44                                    | 5 травня                              | Вемблі, Лондон                              | Угорщина                              | 1–0                                   | Товариський                                 | 1                                     |
| 45                                    | 9 травня                              | Red Star Stadium, Belgrade                  | СФРЮ                                  | 1–1                                   | Товариський                                 |                                       |
| 46                                    | 2 жовтня                              | Ninian Park, Кардіфф                        | Уельс                                 | 0–0                                   | 1965–66 Домашній чемпіонат Великої Британії |                                       |
| 47                                    | 20 жовтня                             | Вемблі, Лондон                              | Австрія                               | 2–3                                   | Товариський                                 |                                       |
| 1966                                  |                                       |                                             |                                       |                                       |                                             |                                       |
| 48                                    | 4 травня                              | Вемблі, Лондон                              | СФРЮ                                  | 2–0                                   | Товариський                                 | 1                                     |
| 49                                    | 29 червня                             | Ullevaal Stadion, Oslo                      | Норвегія                              | 6–1                                   | Товариський                                 | 4                                     |
| 50                                    | 3 липня                               | Idrætsparken, Copenhagen                    | Данія                                 | 2–0                                   | Товариський                                 |                                       |
| 51                                    | 5 липня                               | Silesian Stadium, Chorzów                   | Польща                                | 1–0                                   | Товариський                                 |                                       |
| 52                                    | 11 липня                              | Вемблі, Лондон                              | Уругвай                               | 0–0                                   | Фінальні матчі ЧС-1966                      |                                       |
| 53                                    | 16 July                               | Вемблі, Лондон                              | Мексика                               | 2–0                                   | Фінальні матчі ЧС-1966                      |                                       |
| 54                                    | 20 липня                              | Вемблі, Лондон                              | Франція                               | 2–0                                   | Фінальні матчі ЧС-1966                      |                                       |
| 1967                                  |                                       |                                             |                                       |                                       |                                             |                                       |
| 55                                    | 15 квітня                             | Вемблі, Лондон                              | Шотландія                             | 2–3                                   | 1966–67 Домашній чемпіонат Великої Британії |                                       |
| 56                                    | 24 травня                             | Вемблі, Лондон                              | Іспанія                               | 2–0                                   | Товариський                                 | 1                                     |
| 57                                    | 27 травня                             | Пратерштадіон, Відень                       | Австрія                               | 1–0                                   | Товариський                                 |                                       |

## Титули і досягнення

### Командні
- Володар Кубка Англії (2):

«Тоттенгем Готспур»:  1961–62, 1966–67
- Володар Суперкубка Англії (2):

«Тоттенгем Готспур»:  1962, 1967
- Володар Кубка Кубків УЄФА (1):

«Тоттенгем Готспур»:  1962–63
- Чемпіон світу (1):

1966

### Особисті
- Найкращий бомбардир чемпіонату: 1958–59 (33 голи), 1960–61 (41 гол), 1962–63 (37 голів), 1963–64 (35 голів), 1964–65 (29 голів), 1968–69 (27 голів)
- Найкращий бомбардир Кубка Кубків УЄФА:1962–63 (6 голів)
- Увійшов до списку найкращих футболістів ХХ століття за версією IFFHS
- Бомбардир № 1 чемпіонату Англії: 357 голів.